# العلاقات التركية النيجيرية
العلاقات التركية النيجيرية هي العلاقات الثنائية التي تجمع بين تركيا ونيجيريا.

## مقارنة بين البلدين
هذه مقارنة عامة ومرجعية للدولتين:
| وجه المقارنة                                              | تركيا         | نيجيريا                     |
| --------------------------------------------------------- | ------------- | --------------------------- |
| المساحة (كم2)                                             | 783.56 ألف    | 923.77 ألف                  |
| عدد السكان (نسمة)                                         | 80.14 مليون   | 190.89 مليون                |
| الكثافة السكانية (ن./كم²)                                 | 102.28        | 206.64                      |
| العاصمة                                                   | أنقرة         | أبوجا، لاغوس                |
| اللغة الرسمية                                             | اللغة التركية | لغة إنجليزية، اللغة اليوربا |
| العملة                                                    | ليرة تركية    | نيرة نيجيرية                |
| الناتج المحلي الإجمالي (بليون دولار)                      | 851.10 مليار  | 375.77 مليار                |
| الناتج المحلي الإجمالي (تعادل القوة الشرائية) بليون دولار | 1.57 تريليون  | 1.09 تريليون                |
| الناتج المحلي الإجمالي الاسمي للفرد دولار أمريكي          | 9.12 ألف      | 2.64 ألف                    |
| الناتج المحلي الإجمالي للفرد دولار أمريكي                 | 19.79 ألف     | 5.91 ألف                    |
| مؤشر التنمية البشرية                                      | 0.761         | 0.514                       |
| رمز المكالمات الدولي                                      | +90           | +234                        |
| رمز الإنترنت                                              | .tr           | .ng                         |
| المنطقة الزمنية                                           | ت ع م+03:00   | ت ع م+01:00                 |

## مدن متوأمة
في ما يلي قائمة باتفاقيات التوأمة بين مدن تركية ونيجيرية:
- ترتبط إسطنبول مع لاغوس باتفاقية توأمة منذ 1989.

## منظمات دولية مشتركة
يشترك البلدان في عضوية مجموعة من المنظمات الدولية، منها:
| علم المنظمة | اسم المنظمة                                                | تاريخ انضمام تركيا | تاريخ انضمام نيجيريا |
| ----------- | ---------------------------------------------------------- | ------------------ | -------------------- |
|             | مؤسسة التنمية الدولية                                      | 22 ديسمبر 1960     | 14 نوفمبر 1961       |
|             | الأمم المتحدة                                              | 24 أكتوبر 1945     | 7 أكتوبر 1960        |
|             | منظمة التجارة العالمية                                     | 26 مارس 1995       | ?                    |
|             | منظمة التعاون الإسلامي                                     | 25 سبتمبر 1969     | ?                    |
|             | المنظمة الهيدروغرافية الدولية                              | ?                  | ?                    |
|             | البنك الإفريقي للتنمية                                     | ?                  | ?                    |
|             | وكالة ضمان الاستثمار متعدد الأطراف                         | 3 يونيو 1988       | 12 أبريل 1988        |
|             | العملية المشتركة للاتحاد الأفريقي والأمم المتحدة في دارفور | ?                  | ?                    |
|             | منظمة الشرطة الجنائية الدولية                              | ?                  | ?                    |
|             | المركز الدولي لتسوية المنازعات الاستشارية                  | 2 أبريل 1989       | 14 أكتوبر 1966       |
|             | الاتحاد الدولي للاتصالات                                   | 1866               | 11 أبريل 1961        |
|             | الفريق المعني برصد الأرض                                   | ?                  | ?                    |
|             | البنك الدولي للإنشاء والتعمير                              | 11 مارس 1947       | 30 مارس 1961         |
|             | الاتحاد البريدي العالمي                                    | ?                  | ?                    |
|             | منظمة حظر الأسلحة الكيميائية                               | ?                  | ?                    |
|             | مؤسسة التمويل الدولية                                      | 19 ديسمبر 1956     | 30 مارس 1961         |
|             | يونسكو                                                     | 4 نوفمبر 1946      | 14 نوفمبر 1960       |

## أعلام
هذه قائمة لبعض الشخصيات التي تربطها علاقات بالبلدين:
- أحمد علي تشليكتن (1883 – 1969)
- أوتشي أوكيتشوكوو (لاعب كرة قدم نيجيري، 27 سبتمبر 1967[22] – )
- جي-جي أوكوتشا (لاعب كرة قدم نيجيري، 14 أغسطس 1973[23] – )

## وصلات خارجية
- موقع وزارة الخارجية التركية
- موقع وزارة الخارجية النيجيرية